# Tiziano Crudeli
Tiziano Crudeli (* 24. června 1943 Forlì, Itálie) je italský televizní moderátor a sportovní žurnalista. Jeho popularita pramení hlavně z jedinečného způsobu komentování sportovních zápasů, charakteristického velmi hlasitým, vášnivým a radostným projevem. Působí také jako tiskový mluvčí klubu AC Milán, zápasy komentuje od roku 1987. Do té doby působil jako redaktor tenisového časopisu Tenis Lombard.